# 8e régiment de chasseurs d'Afrique
Le 8e régiment de chasseurs d'Afrique (ou 8e RCA) est un régiment de cavalerie de l'armée française, créé en 1915 et dissous en 1963.

## Création et différentes dénominations
- 25 février 1915 : régiment de marche de chasseurs d'Afrique[1].
- 27 juillet 1915 : 8e régiment marche de chasseurs d'Afrique.
- 1917: dissolution.
- 1941: 8e régiment de chasseurs d'Afrique.
- 1961: 8e régiment inter-armes de Bizerte.
- 1963: dissolution.

## Chefs de corps
- 1944 - Colonel Simon
- 1957 - Lt-Colonel Grandpierre

## Historique des garnisons, campagnes et batailles

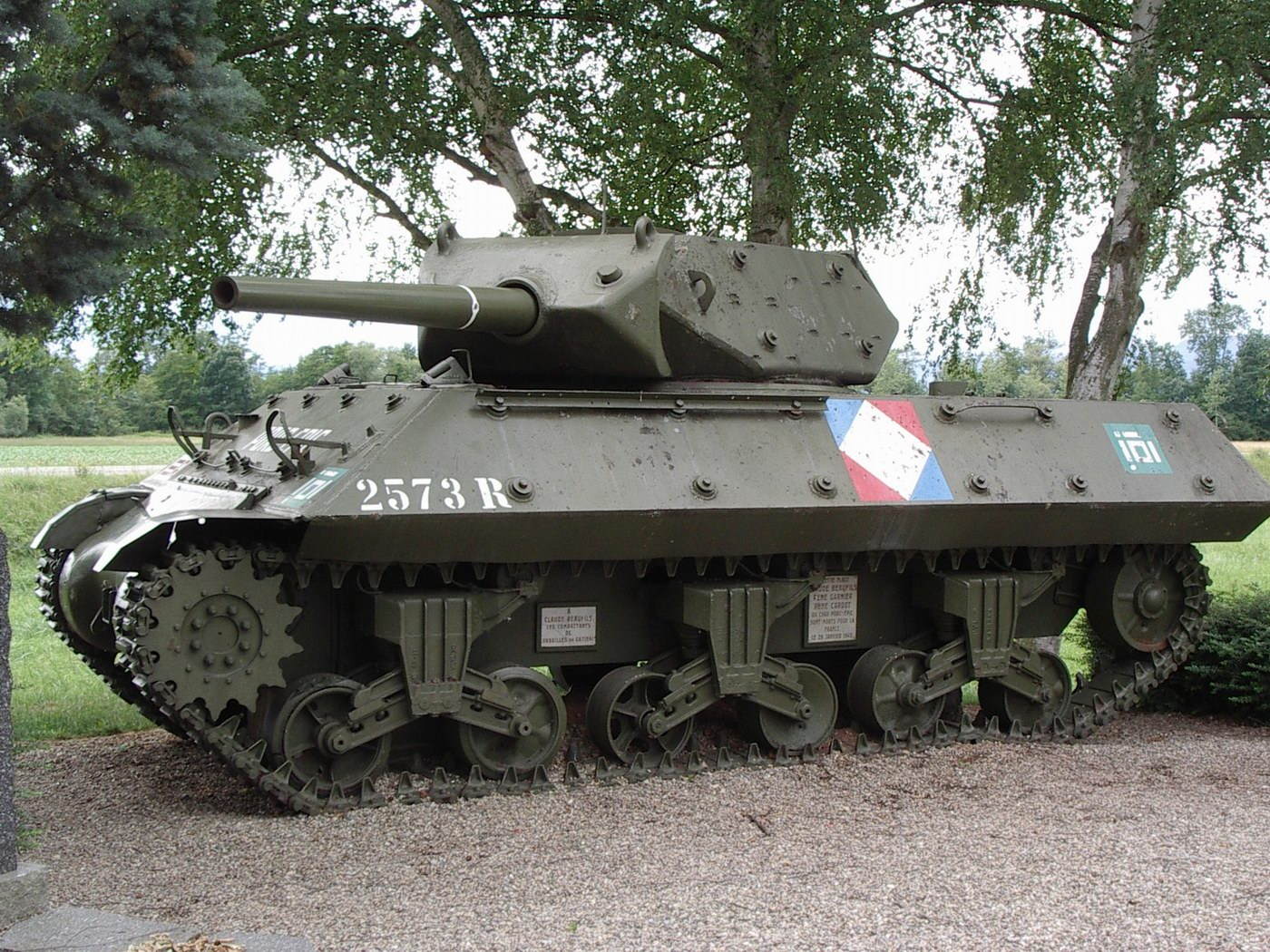
M10 Wolverine du 8e RCA restauré à Illhaeusern en Alsace où il a été détruit au combat le 26 janvier 1945.

### Première Guerre mondiale

#### Affectations
campagnes de Serbie et de Macédoine 1915 - 1917

### Seconde Guerre mondiale
Administrativement basé à Douala[réf. nécessaire], le 8e RCA participe aux campagnes d'Italie, de France et d'Allemagne, comme entité de tank destroyers polyvalente utilisée pour la chasse aux chars, ou comme appui d'artillerie dans des engagements, ou pour la reconnaissance.
Endivisionné à la 1re division française libre, il s'illustre en Italie à la bataille du Garigliano, puis en France avec les libérations d'Hyères et Toulon. Il joue ensuite un rôle important au cours de la bataille d'Alsace, où il subit de lourdes pertes, motif pour lequel son mémorial est à Illhaeusern, près de Colmar.

#### 1942
Campagne de Tunisie

#### 1943
Campagne d'Italie

#### 1944
Dans le cadre du débarquement de Provence, il débarque à Cavalaire le 16 août
Engagé dans la bataille des Vosges, il participe à la libération de Belfort le 18 novembre 1944.

#### 1945
Poche de Colmar
Campagne d'Allemagne

#### Materiel
Le 8e RCA est composé de 36 chars Tank Destroyer (TD) M10 Wolverine. Répartition des chars dans les pelotons et escadrons:
| Noms de bapteme des T.D. | 2e escadron       | 3e escadron     | 4e escadron |
| ------------------------ | ----------------- | --------------- | ----------- |
| 1er peloton              | MANGA             | COBRA II        | DIA         |
| 1er peloton              | DAOLA             | NAJA II         | DOUNA       |
| 1er peloton              | MANOA II          | CROTALE V       | DJENNE      |
| 1er peloton              | GAOUA             | PYTHON II       | DIRE        |
| 2e peloton               | OUAGADOUGOU       | CRACHEUR II     | KOULIKORO   |
| 2e peloton               | KOUDOUGOU         | MARGOUILLAT III | KOUTIALA    |
| 2e peloton               | FERKESSE-DOUGOU   | PORC-EPIC II    | KATI        |
| 2e peloton               | DIEDOUGOU         | IGUANE II       | KOULOUBA    |
| 3e peloton               | BOBO-DIOULASSO II | MALINKE II      | SEGOU       |
| 3e peloton               | DINGERESSO        | MOSSI II        | SEGOU-KOURA |
| 3e peloton               | DINGASSO III      | SOMONO II       | SAN         |
| 3e peloton               | SIKASSO II        | OUOLOF II       | SANSANDING  |

### Après 1945
- Tunisie 1955 - 1960 stationné à BIZERTE EM et ECS Quartier MARCHAND - Les 4 escadrons au Quartier PHILIBERT - Les ateliers de réparations à Camp OUEST et l'intendance au quartier FORGEMOL
- Tunisie 1961 - Devient 8° Régiment Inter-Armes de Bizerte stationné au Camp du Nador.

## Traditions

### Étendard
Il porte, cousues en lettres d'or dans ses plis, les inscriptions suivantes :
- Garigliano 1944
- Hyères 1944
- Vosges 1944

### Décorations
Sa cravate est décorée :
- croix de guerre 1914-1918 avec une étoile d'argent.
- croix de guerre 1939-1945 avec deux palmes.

« Magnifique régiment de tanks-destroyers qui a donné toute sa brillante mesure en Italie. Débarqué en France, il n'a cessé d'être constamment sur la brèche ». Général de Gaulle, 1945.

## Sources et bibliographie
- Anonyme - Historique succinct du 8e Régiment de Marche de Chasseurs d'Afrique, 1915-1917, Bizerte, Imp. Française, s.d.
- Anonyme - Journal de Marche 1941-1945 du 8e RCA, s.l., Imp. de la Section topographique de la 8e RM, s.d.
- Andolenko (général), Recueil d'historique de l'arme blindée et de la cavalerie, Paris, Eurimprim, 1968